# Норт-Бервік (переписна місцевість, Мен)
Норт-Бервік (англ. North Berwick) — переписна місцевість (CDP) в США, в окрузі Йорк штату Мен. Населення — 1721 особа (2020).

## Географія
Норт-Бервік розташований за координатами 43°17′47″ пн. ш. 70°43′52″ зх. д. / 43.29639° пн. ш. 70.73111° зх. д. (43.296266, -70.731000).  За даними Бюро перепису населення США в 2010 році переписна місцевість мала площу 8,28 км², з яких 8,27 км² — суходіл та 0,00 км² — водойми.

## Демографія
Згідно з переписом 2010 року, у переписній місцевості мешкало 1615 осіб у 623 домогосподарствах у складі 417 родин. Густота населення становила 195 осіб/км².  Було 664 помешкання (80/км²).
Расовий склад населення:
| - 95,7 % — білих - 1,2 % — азіатів - 0,9 % — чорних або афроамериканців - 0,6 % — корінних американців |

До двох чи більше рас належало 1,0 %. Частка іспаномовних становила 1,1 % від усіх жителів.
За віковим діапазоном населення розподілялося таким чином: 24,0 % — особи молодші 18 років, 60,9 % — особи у віці 18—64 років, 15,1 % — особи у віці 65 років та старші. Медіана віку мешканця становила 40,9 року. На 100 осіб жіночої статі у переписній місцевості припадало 90,2 чоловіків;  на 100 жінок у віці від 18 років та старших — 89,1 чоловіків також старших 18 років.
Середній дохід на одне домашнє господарство  становив 66 223 долари США (медіана — 56 726), а середній дохід на одну сім'ю — 73 659 доларів (медіана — 74 333). За межею бідності перебувало 6,6 % осіб, у тому числі 4,9 % дітей у віці до 18 років та 3,6 % осіб у віці 65 років та старших.
Цивільне працевлаштоване населення становило 916 осіб. Основні галузі зайнятості: виробництво — 20,0 %, освіта, охорона здоров'я та соціальна допомога — 19,0 %, роздрібна торгівля — 14,3 %, фінанси, страхування та нерухомість — 10,7 %.